# زفرین (آلمان)
زفرین (به آلمانی: Severin) یک منطقهٔ مسکونی در آلمان است که در لودویگسلوست-پارشیم واقع شده‌است. زفرین ۲۹۳ نفر جمعیت دارد.